# Vile (gruppo musicale)
I Vile sono una band brutal death metal statunitense nata nel 1996.

## Storia del gruppo
La band venne formata da Colin Davis, unico membro originario tuttora nella band. 
Il 25 gennaio sono cominciate le registrazione del loro 4º LP che verrà distribuito nel 2009 sotto etichetta Unique Leader.

## Formazione
- Colin Davis – chitarra
- JJ Hrubocvak – chitarra
- Mike Hrubocvak – voce
- Lance Wright – batteria
- Erlend Caspersen – basso

## Discografia
Album studio
- 1999 - Stench of the Deceased
- 2002 - Depopulate
- 2005 - The New Age of Chaos
- 2011 - Metamorphosis

Demo
- 1996 - Unearthed
- 1997 - Vile-ation